# Regione Metropolitana di Tubarão
La regione metropolitana di Tubarão era una regione metropolitana brasiliana nello Stato di Santa Catarina. Venne creata con la legge complementare statuale 221 del 2002 ed abrogata con la legge complementare stataule n. 381 del 2007. Nel 2006 la regione aveva 128.545 abitanti e comprendeva i comuni di Tubarão, Capivari de Baixo e Gravatal. Considerando anche l'area di espansione, la popolazione ammontava a 347.655 persone (2005) su una superficie di 4.543 km².

## Comuni
| Regione metropolitana | Regione metropolitana | Regione metropolitana |
| Comune                | Popolazione           | Superficie (km²)      |
| --------------------- | --------------------- | --------------------- |
| Tubarão               | 95 339                | 300                   |
| Capivari de Baixo     | 20 539                | 53                    |
| Gravatal              | 12 667                | 168                   |
| Totale                | 128 545               | 521                   |

| Area d'espansione  | Area d'espansione | Area d'espansione |
| Comune             | Popolazione       | Superficie (km²)  |
| ------------------ | ----------------- | ----------------- |
| Laguna             | 49 568            | 441               |
| Imbituba           | 39 217            | 184               |
| Braço do Norte     | 30 772            | 221               |
| Orleans            | 20 024            | 550               |
| Jaguaruna          | 16 046            | 329               |
| Imaruí             | 11 906            | 542               |
| São Ludgero        | 10 494            | 120               |
| Sangão             | 9 883             | 83                |
| Armazém            | 7 447             | 173               |
| Treze de Maio      | 7 097             | 161               |
| Grão Pará          | 6 272             | 328               |
| Pedras Grandes     | 4 817             | 172               |
| Rio Fortuna        | 4 428             | 300               |
| São Martinho       | 3 197             | 225               |
| Santa Rosa de Lima | 2 089             | 203               |